# Toa Reinsurance Company
The Toa Reinsurance Company, Ltd., in der Regel mit ToaRe abgekürzt, ist die englische Übersetzung der Tōa saihoken KK (japanisch トーア再保険株式会社 Tōa sai-hoken kabushiki-gaisha, etwa „Fernost-Rückversicherung Aktiengesellschaft“), einem international tätigen Rückversicherungsunternehmen mit Hauptsitz in Tokio. Das 1940 gegründete Unternehmen ist sowohl in der Lebens- als auch der Nichtlebensrückversicherung tätig und gehört zu den 30 größten Rückversicherern weltweit.

## Hintergrund
Das Unternehmen wurde 1940 als Tōa kasai kaijō saihoken KK (東亜火災海上再保険株式会社, englisch The Toa Fire and Marine Reinsurance Company) gegründet. Im April 1945 wurde das Rückversicherungsgeschäft aufgrund der Gründung einer staatlichen Rückversicherungsgesellschaft eingestellt, daraufhin fokussierte sich das Unternehmen unter der englischen Übersetzung The Toa Fire and Marine Insurance Company auf das Erstversicherungsgeschäft, dabei begann kurze Zeit später die Expansion mit Niederlassungen in Tianjin und Shanghai. 1947 wurde das Rückversicherungsgeschäft wieder aufgenommen, im Februar des Folgejahres erfolgte die Rückänderung der englischen Übersetzung zu The Toa Fire and Marine Reinsurance Company.
Ab 1952 zeichnete die Gesellschaft auch Risiken außerhalb Japans, 1975 wurde hierzu in London und 1979 in Hongkong jeweils ein Büro eröffnet. Ende 1979 gründete das Unternehmen eine britische Tochtergesellschaft, die im Januar 1980 die operative Arbeit aufnahm. Der Eröffnung eines Büros in New York City im April 1982 folgte im selben Jahr die Gründung einer US-amerikanischen Tochtergesellschaft, die ab dem folgenden Jahr Risiken zeichnete. Ende der 1990er Jahre kamen Niederlassungen in Kuala Lumpur und Hongkong hinzu, im April 1999 gab sich das seit 1997 auch Lebensversicherungsrisiken zeichnende Unternehmen den heutigen Namen. 2002 gründete die Gesellschaft die in der Schweiz ansässige The Toa 21st Century Reinsurance Company für eine bessere Präsenz auf dem europäischen Markt. Seit 2017 ist ToaRe über ein Syndikat an der Rückversicherungsbörse Lloyd’s of London vertreten.
2009 war ToaRe Gründungsmitglied der globalen Interessenvertretung Global Reinsurance Forum.